# Quebracho Ladeado
Quebracho Ladeado es una localidad argentina ubicada en el municipio de La Paz, Departamento San Javier, Provincia de Córdoba. Se encuentra 5 km al sur de la misma, con la cual se halla conurbada. Es una villa turística, parte de un corredor que llega hasta la ciudad de Merlo (San Luis).
Su plaza fue remodelada y denominada Plaza de las Aromáticas, dentro del circuito local de plazas.